# 라스트 썸머 (1969년 영화)
라스트 썸머(Last Summer)는 미국에서 제작된 프랭크 페리 감독의 1969년 드라마 영화이다. 바바라 허쉬 등이 주연으로 출연하였다.

## 출연

### 주연
- 바바라 허쉬
- 리차드 토마스
- 브루스 데이비슨
- 캐서린 번즈
- 에르네스토 곤잘레스